# مينورو تاكوشي
مينورو تاكوشي (23 فبراير 1971 بكاواساكي في اليابان - ) (بالكانا:たけうち みのる) هو لاعب كرة طائرة ياباني.